# كدية حامد (اجواوة)
كدية حامد هو دُوَّار يقع بجماعة بني سيدال لوطا، إقليم الناظور، جهة الشرق في المملكة المغربية. ينتمي الدوّار لمشيخة اجواوة التي تضم 21 دوار. يقدر عدد سكانه بـ 468 نسمة حسب الإحصاء الرسمي للسكان والسكنى لسنة 2004.

## روابط خارجية
- البوابة الوطنية للجماعات الترابية نسخة محفوظة 12 مارس 2018 على موقع واي باك مشين.
- المندوبية السامية للتخطيط